# 王大鸣
王大鸣（1957年8月—），女，辽宁大连人，中华人民共和国政治人物，现任中国致公党中央委员会常务委员、辽宁省委员会主任委员，辽宁省归国华侨联合会副主席，第十三届全国政协委员。